# 翅鹤虱
翅鹤虱（学名：Lepechiniella lasiocarpa）为紫草科翅鹤虱属的植物，是中国的特有植物。分布于中国大陆的新疆等地，见于沙漠边缘及半固定沙丘上，目前尚未由人工引种栽培。

## 异名
- Lepechiniella lasiocarpa W. T. Wang